# Opactwo Mellifont
Opactwo Mellifont (ang. Mellifont Abbey,  irl. An Mhainistir Mhór – dosłownie "wielkie opactwo") – pierwsze opactwo cysterskie w Irlandii, położone nad brzegiem rzeki Mattock około 10 km na północny zachód od miasta Drogheda.

## Historia
Opactwo zostało założone w 1142 roku. Cystersi przybyli do starego opactwa na życzenie arcybiskupa Armagh św. Malachiasza. W czasie podróży do Rzymu, arcybiskup zatrzymał się w opactwie Clairvaux, gdzie opat zgodził się przyjąć kilku współtowarzyszy arcybiskupa do zakonu. Wrócili oni z dziesięcioma mnichami francuskimi w 1142 do Irlandii. Rozpoczęli budowę opactwa, około 3 km od Monasterboice.
Opactwo zostało skasowane w 1539 za panowania Henryka VIII i nadane Sir Williamowi Brabazonowi, a ostatecznie trafiło do Sir Edwarda Moore, który wybudował tam swój dom. Był on używany przez Wilhelma Orańskiego jako jego kwatera główna w czasie bitwy nad rzeką Boyne w 1690 roku.
Na zaproszenie kardynała MacRory, w 1938 roku, cystersi przybyli do Collon, w hrabstwie Louth i stworzyli Nowe Opactwo Mellifont, kontynuując tradycje ze starego opactwa.

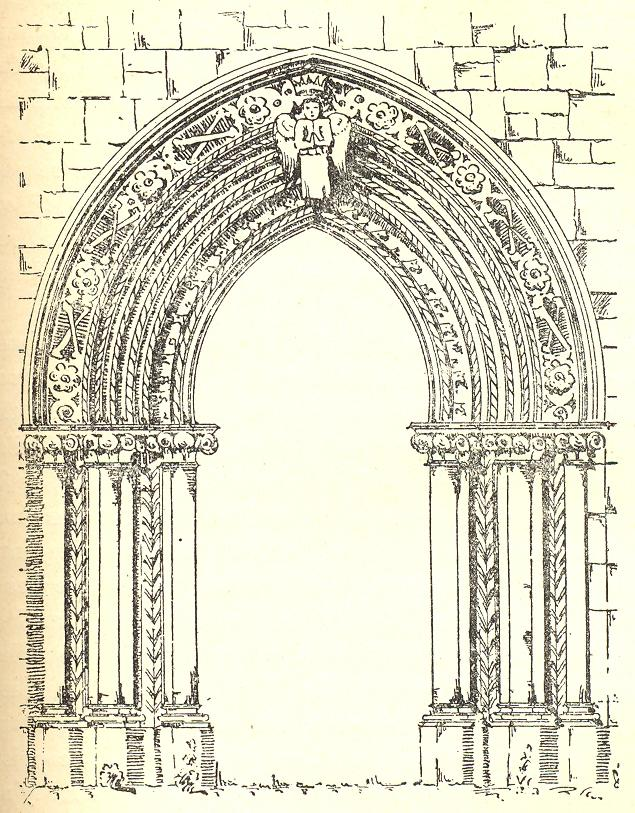
Rysunek drzwi do kapitularza